# 대한민국 형법 제124조
대한민국 형법 제124조는 인신구속에 관한 직무를 행하거나 보조하는 자에 의한 불법체포, 불법감금에 대한 형법각칙의 조문이다.

## 조문
제124조(불법체포, 불법감금) ① 재판, 검찰, 경찰 기타 인신구속에 관한 직무를 행하는 자 또는 이를 보조하는 자가 그 직권을 남용하여 사람을 체포 또는 감금한 때에는 7년 이하의 징역과 10년 이하의 자격정지에 처한다.

②전항의 미수범은 처벌한다.

第124條(不法逮捕, 不法監禁) ① 裁判, 檢察, 警察 其他 人身拘束에 關한 職務를 行하는 者 또는 이를 補助하는 者가 그 職權을 濫用하여 사람을 逮捕 또는 監禁한 때에는 7年 以下의 懲役과 10年 以下의 資格停止에 處한다.

②前項의 未遂犯은 處罰한다.

## 사례
- 알고 있는 사람으로부터 부탁을 받고 사건을 조작해 무고한 시민이 불법구속되게 한 경찰공무원은 직권남용감금 혐의가 적용될 수 있다[1].
- 경찰관이 자동차공장에서 노조 조합원들을 체포하는 과정에서 불법체포에 항의하며 접견권을 요구하는 변호사를 불법 체포한 경우, 변호사 신분을 밝히고 노조원들의 불법체포에 항의하는 변호사를 공무집행방해로 체포한 것은 적법한 절차를 어긴 것으로 권남용권리행사방해에 해당한다[2]
- 고령에 눈이 어두운 시민단체 회장을 경찰 경사가 시민단체 관계자인 것처럼 속여 차에 태운 뒤 집회 행사장에 데려다 줄 것처럼 속여 자신의 승용차에 태운 후 행사장 위치를 몰라 헤매는 척하며 4시간50분가량 서울시내를 돌아다녀 행사 참여를 막고, 식사와 소변의 기회도 주지 않은 경우 본 죄에 해당할 수 있다[3].
- 뇌물제공에 대한 자백을 받기 위해 SK건설 전 임원을 참고인 진술의 형식으로 담당수사관과 검사가 임의동행한 후 70시간동안 지검 조사실에서 불법감금하고 허위자백 요구, 폭행 및 욕설,수면금지 등의 가혹행위를 한 경우 본 죄에 해당할 수 있다[4]
- 10여명의 사복경찰들이 체포영장이나 미란다 원칙도 고지하지 않고 한 진보단체 위원장을 집시법 위반·일반교통방해·특수공무집행방해 등의 협의로 긴급체포되면서 왼쪽 팔에 찰과상과 타박상을 입는 등 폭력을 당한 경우 본 조를 주장할 수 있다[5]
- 진실화해위원회에 따르면 1982년 전북도경이 군산경찰서에서 입수한 시집을 계기로 군산제일고등학교 교사 이광웅 등 현실비판적인 문제의식을 갖고 있던 교사들에 대한 내사를 벌였으며 산책 중의 시국 관련 대화를 빌미로 수사에 착수해 피해자들을 불법연행 하고 이후 구속영장이 발부될 때까지 각자 23일 내지 10일 동안 가족 및 변호인의 접견을 차단한 채 대공 분실과 여인숙 등에 불법 감금한 상태에서 피해자들에게 고문 등 가혹행위를 가해 대화내용을 자백을 받았고, 이를 증거로 이적단체를 구성하고 반국가단체 등을 찬양 고무한 것으로 처벌한 경우 본 조 불법체포감금죄에 해당하는 것으로 보인다[6].
- 인권위원회에 따르면 정부가 불법체류 외국인 단속 과정에서 신분증도 보여주지 않고 무작정 끌고 가거나 단속반원들이 긴급보호서 등 관련 서류를 제시하지 않았으며 어떠한 권리구제 고지도 받지 못한 경우 본 조의 불법체포에 해당할 수 있다[7]

## 판례
- 수사기관이 구속영장 없이 피의자를 구금한 경우, 불법감금죄가 성립할 수 있다.[8]
- 경찰서 안에서 식사도 하고 사무실 안밖을 내왕해도 경찰서 밖으로 나가지 못하도록 신체의 자유를 제한하는 유형, 무형의 억압이 있었다면 감금행위에 해당한다.[9]
- 즉결심판 피의자를 강제로 경찰서 보호실에 유치시키는 것은 불법감금죄에 해당한다.[10]

### 허위의 진술조서를 작성하여 구속영장을 발부받은 후 구금한 행위가 감금죄를 구성한다.
- 감금죄는 간접정범의 형태로도 행해질 수 있는 것이므로 인신구속에 관한 직무를 행하는 자 또는 이를 보조하는 자가 피해자를 구속하기 위해 진술조서 등을 허위로 작성한 후 이를 기록에 첨부해 구속영장을 신청하고, 진술조서 등이 허위로 작성된 정을 모르는 검사와 영장전담판사를 기망해 구속영장을 발부받은 후 그 영장에 의해 피해자를 구금했다면 형법 제124조1항의 직권남용감금죄가 성립한다.[11]
- 긴급체포의 요건을 갖추었는지 여부는 체포당시의 상황을 기초로 판단하여야 하고, 이에 관한 검사나 사법경찰관 등 수사주체의 판단에는 상당한 재량의 여지가 있다고 할 것이며, 다만, 긴급체포 당시의 상황으로 보아 그 요건의 충족 여부에 관한 검사나 사법경찰관의 판단이 경험칙에 비추어 현저히 합리성을 잃은 경우에 한하여 그 긴급체포는 위법한 체포로 평가할 수 있다.[12]

## 참고 문헌
- 김재윤, 손동권, 『새로운 형법각론』, 율곡출판사, 2013. ISBN 978-89-974283-4-2

## 같이 보기
- 공무원
- 직권남용감금죄
- 불법감금죄
- 불법체포, 불법감금죄
- 오송회 사건
- 대한민국 헌법 제12조 신체의 자유
- 대한민국 헌법 제21조 집회 및 결사의 자유
- 대한민국 형법 제125조 가혹행위